# Shlomi Elkabetz
Pour les articles homonymes, voir Elkabetz.
Shlomi Elkabetz, né le 5 décembre 1972 à Beer-Sheva, est un réalisateur, scénariste et acteur israélien. Il est le frère cadet de Ronit Elkabetz.

## Biographie
Ses parents sont d'origine marocaine : sa mère est coiffeuse et son père financier dans les postes israéliennes.
Après sept années passées à New York, où il prend notamment des cours d'art dramatique, il revient en Israël et y vit toujours actuellement. C'est dans ce pays qu'il a co-réalisé, avec sa sœur, une trilogie inspirée de la vie de leurs parents : Prendre femme (2004), Les Sept jours (2008) et Le Procès de Viviane Amsalem (2014).

## Filmographie

### Comme réalisateur et scénariste
- 2004 : Prendre femme - coréalisé et coécrit avec Ronit Elkabetz
- 2011 : Testimony (Edut) - coécrit avec Ofer Ein Gal
- 2008 : Les Sept Jours - coréalisé et coécrit avec Ronit Elkabetz
- 2014 : Le Procès de Viviane Amsalem - coréalisé et coécrit avec Ronit Elkabetz
- 2021 : Cahiers noirs (documentaire)

### Comme producteur
- 2011 : Testimony (Edut)
- 2014 : Le Procès de Viviane Amsalem
- 2017 : Je danserai si je veux (Bar Bahr) de Maysaloun Hamoud

### Comme acteur
- 2004 : Prendre femme
- 2019 : Our Boys, série télévisée

## Distinctions

### Récompenses
- 2004 : Prix du public (semaine de la critique) et Prix Isvema, à la Mostra de Venise.
- 2004 : Prix de la critique (mention spéciale) au Festival du film de Hambourg.
- 2005 : Prix FIPRESCI au Festival international du film de femmes d'Ankara.
- 2008 : Prix du meilleur film au Festival international du film de Jérusalem.

### Nominations et sélections
- 2004 : catégorie « Alexandre d'Or » au Festival international du film de Thessalonique.
- 2005 : catégorie « Grand Prix » au Festival international de films de Fribourg.
- 2014 : sélection « Quinzaine des réalisateurs » au Festival de Cannes 2014.